# Ministerie van Binnenlandse Zaken (Suriname)
Het Ministerie van Binnenlandse Zaken (Min BiZa) van Suriname is een overheidsorgaan dat belast is met binnenlandse aangelegenheden en bestuur.
De taken van het ministerie werden in 1991 door De Nationale Assemblée vastgesteld en kende daarna nog enkele aanpassingen. Enkele van de verantwoordelijkheidsgebieden zijn het administratiefrechtelijke verkeer, overheidspersoneelsbeleid, burgerlijke stand, verkiezingen, legitimatiebewijzen en emancipatie. Ook neemt het resterende taken op zich die niet onder de verantwoordelijkheid vallen van andere ministeries.